# Jeep Compass
Jeep Compass — компактный кроссовер, выпускающийся с 2006 года «внедорожным» подразделением Chrysler — Jeep. Compass, как и Jeep Patriot, занимает положение между внедорожником Jeep Wrangler (с 2014 года — Jeep Renegade, в той же категории, причём в большинстве стран базовый Renegade по себестоимости дороже Compass) и более крупными SUV — среднеразмерным Jeep Liberty (с 2013 года — заменившим его Jeep Cherokee). В отличие от Patriot, который тоже является первым кроссовером фирмы Jeep, Compass не взял за основу традиционную модель внедорожника, а был разработан на абсолютно новой платформе «PM» совместно с Mitsubishi. Эту же платформу использует и одновременно выпускавшийся Dodge Caliber.
В Россию поставляется только версия с двигателем 2,4 литра, по цене от 1 289 000 рублей. С середины 2013 года поставляется с 6-ступенчатым автоматом.

## История

### Концепт-кар
Jeep Compass впервые появился за четыре года до введения в производство, его мировая премьера как концепт-кара с таким же названием произошла на Североамериканском международном автосалоне в Детройте в 2002 году. Он имел трёхдверный кузов, полный привод и 3,7-литровый двигатель V6.

### Поступление в продажу

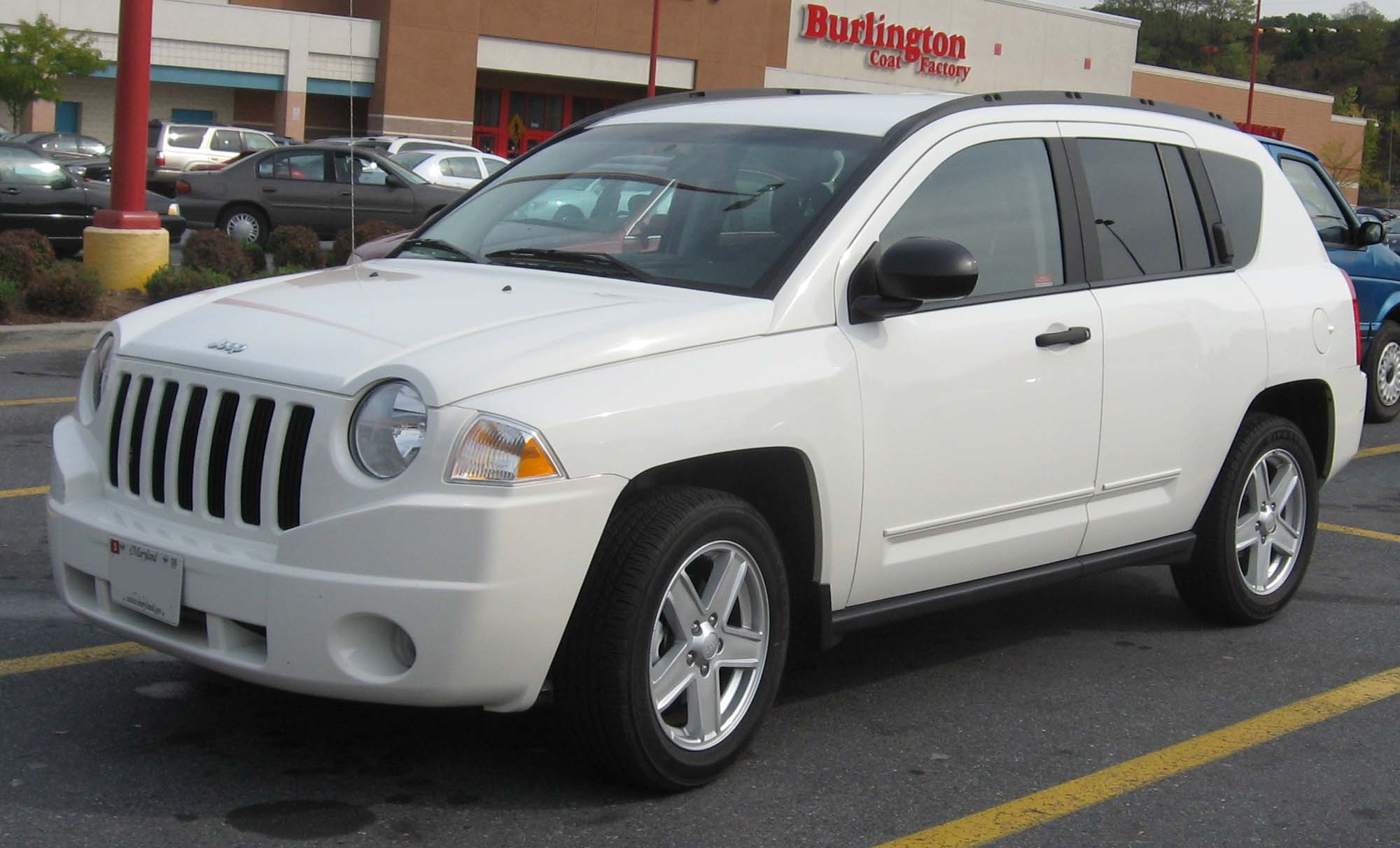
2007-10 Jeep Compass (США)

Серийная версия Compass дебютировала в январе 2006 года на Североамериканском международном автосалоне. Первый экземпляр был собран 30 мая 2006 года в Белвидер (Иллинойс), где до этого производился Dodge Neon.
Compass 2007—2010 модельных годов не имел сбоку за передними крыльями значков с названием автомобиля, однако образцы 2011 модельного года получили их, так как теперь Compass стал кроссовером в привычном понимании этого термина. Сейчас такие значки кроме него имеет только Grand Cherokee, в то время как Wrangler, Patriot и Liberty, не имеющие их, производятся для поездок вне дорог и имеют классический дизайн. Compass и Patriot основаны на платформе Mitsubishi GS, которая у Chrysler имеет название Chrysler PM/MK.

### Рестайлинг

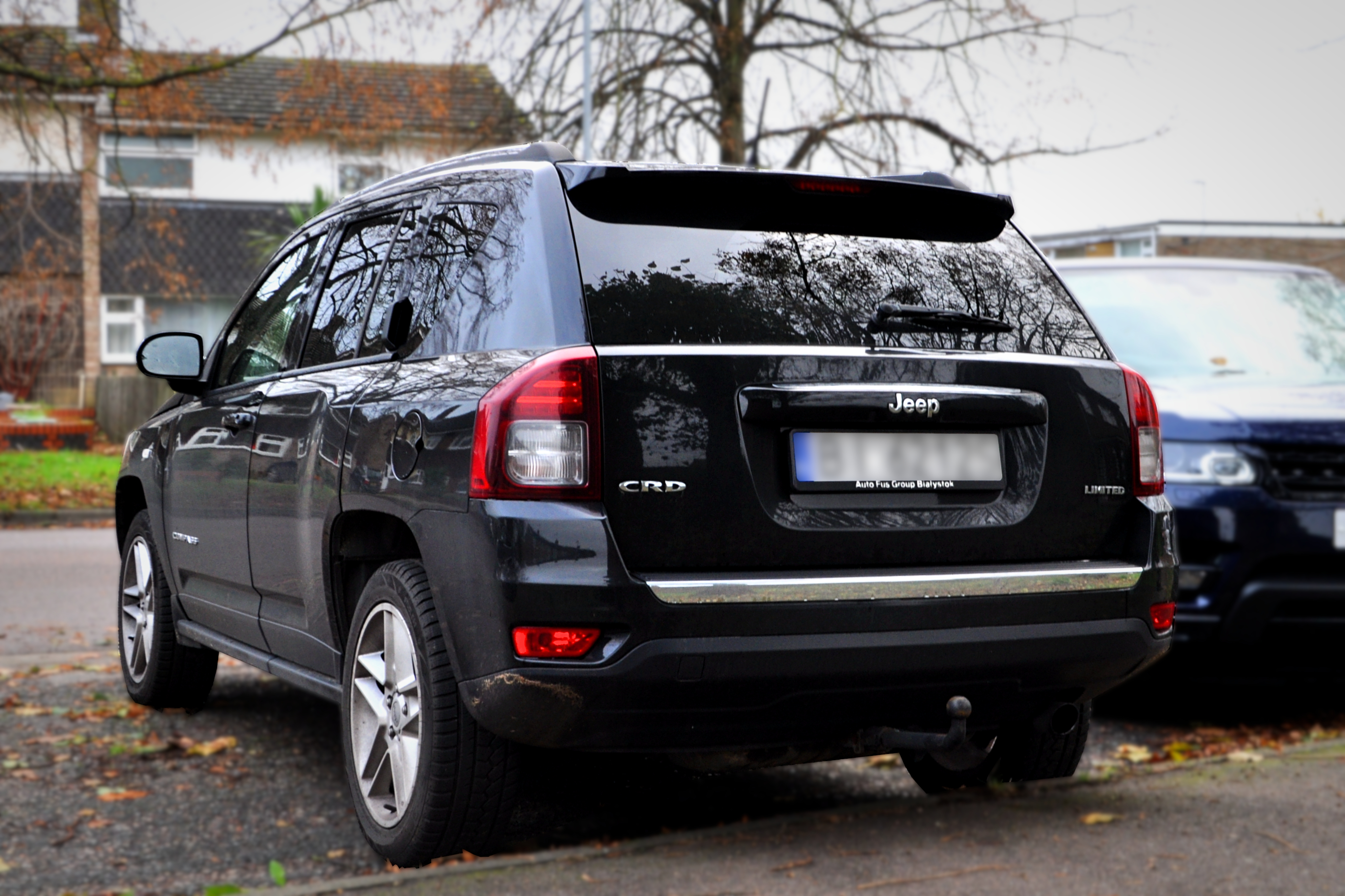
Jeep Compass CRD (Lifting) (Европа)

В 2011 году Jeep Compass был подвергнут фейслифтингу: он стал похож на Grand Cherokee, но при этом сохранил идентичную заднюю часть и ручки задних дверей рядом со стеклами. Compass также обзавёлся пересмотренной подвеской для лучшей управляемости, изменённым интерьером с большим количеством стандартного оборудования, а также многое другое, включая опциональный пакет Freedom Drive II Off-Road, который включает в себя бесступенчатую коробку передач, вездеходные шины с 17-дюймовыми алюминиевыми дисками, защитные пластиковые щитки, систему полного привода и увеличенный на 2,5 сантиметра клиренс.
Кроме того, в 2011 году Chrysler выпустили специальную модель Compass, посвящённую 70-летию Jeep, которая включает в себя различные обновления, специальные интерьеры, значки, диски, доступную только в трех цветах кузова: Бронзовая Звезда, Яркий Серебристый и Чёрный (Bronze Star, Bright Silver и Black соответственно)

## Двигатель и трансмиссия
До 2011 года Compass оборудовался тремя четырёхцилиндровыми двигателями: 2-литровым турбодизелем от Volkswagen (похожий агрегат ставят на Volkswagen Passat) на переднеприводную модель в паре с 6-ступенчатой МКПП, а также 2,4-литровым атмосферным бензиновым агрегатом от GEMA с 5-скоростным CVT, которые ставили и на передне, и на полноприводные модели. С 2011 года 2,0-литровый двигатель поменяли на 2,2-литровый турбодизель, по прежнему передающий мощность через 6-скоростную механику, который ныне агрегатируется моделями 4x2 и 4x4, а 2,4-литровый агрегат изменили, и теперь его ставят только на полноприводные версии с 6-ступенчатым вариатором.
- Размерность колёс — 215/55R18
- Диаметр колёсного диска — 18х7,0"
- Передняя подвеска — независимая, типа MacPherson, винтовые пружины, газонаполненные амортизаторы и стабилизатор поперечной устойчивости
- Задняя подвеска — независимая, типа Multi-Link, винтовые пружины, газонаполненные

амортизаторы и стабилизатор поперечной устойчивости
- Рулевое управление — рейка-шестерня с гидроусилителем
- Диаметр разворота — 11,3 (количество поворотов — 2,76)
- Передние тормоза — дисковые, вентилируемые (размер — 294x26)
- Задние тормоза — дисковые (размер — 262x10)

## Оборудование и безопасность
Автомобиль оснащен электронной системой полного привода с переменным крутящим моментом между скоростями 40 км/ч (25 миль/ч) и 105 км/ч (65 миль/ч) для оптимальной управляемости. Более того, эта система способна распределять крутящий момент поровну между передней и задней осью (50:50).
Кроме того, автомобиль оснащается системой ABS, автоматическим климат-контролем, телефоном, системой голосового управления, мультимедийной системой и прочими, уже привычными функциями.
Из атрибутов безопасности Compass имеет подушки безопасности, систему ESP, активные подголовники и т. д. Безопасность автомобиля была проверена организацией Euro NCAP в 2012 году, однако автомобиль получил лишь 2 звезды, так как проверялась старая модель (несмотря на обновление в 2011), которая не была адаптирована к новым краш-тестам..
| Euro NCAP                                                              | Euro NCAP | Euro NCAP | Euro NCAP             |
| ---------------------------------------------------------------------- | --------- | --------- | --------------------- |
| · общий рейтинг                                                        |           |           |                       |
| 61%                                                                    | 76%       | 23%       | 43%                   |
| взрослый пассажир                                                      | ребёнок   | пешеход   | активная безопасность |
| Протестированная модель: Jeep Compass 2,2 дизель «Limited», LHD (2011) |           |           |                       |

| Общий рейтинг:                     | 3 из 5 звёзд · 3 из 5 звёзд · 3 из 5 звёзд · 3 из 5 звёзд · 3 из 5 звёзд |
| Передний удар по водителю:         | 3 из 5 звёзд · 3 из 5 звёзд · 3 из 5 звёзд · 3 из 5 звёзд · 3 из 5 звёзд |
| Передний удар по пассажиру:        | 3 из 5 звёзд · 3 из 5 звёзд · 3 из 5 звёзд · 3 из 5 звёзд · 3 из 5 звёзд |
| Боковой удар по водителю:          | 5 из 5 звёзд · 5 из 5 звёзд · 5 из 5 звёзд · 5 из 5 звёзд · 5 из 5 звёзд |
| Боковой удар по пассажиру:         | 2 из 5 звёзд · 2 из 5 звёзд · 2 из 5 звёзд · 2 из 5 звёзд · 2 из 5 звёзд |
| Боковой удар по заднему пассажиру: | 4 из 5 звёзд · 4 из 5 звёзд · 4 из 5 звёзд · 4 из 5 звёзд · 4 из 5 звёзд |
| Опрокидывание (4WD):               | / 16.4 %                                                                 |

## Продажи в США
| Календарный год | Общие продажи |
| --------------- | ------------- |
| 2007            | 39 491        |
| 2008            | 25 349        |
| 2009            | 11 739        |
| 2010            | 15 894        |
| 2011            | 47 709        |
| 2012            | 40 235        |